# Château d'Ordières
Le château d'Ordières se situe sur la commune de Benest, en Charente, dans le nord du département qui appartenait à la province du Poitou.

## Historique
Au XIVe siècle le fief d'Ordières, appartenait déjà à la famille de La Rochefoucauld et le donjon date de cette époque.
Le document le plus ancien rapporte qu'en 1486 Pierre de Fontlebon rend hommage pour Ordières au comte de La Rochefoucauld. Geoffroy Pastoureau devient seigneur d'Ordières en 1530. Son descendant indirect Abel Pastoureau fit construire le logis central et sculpter les armoiries en 1617. Sa fille apporte Ordières à Pierre de Monéïs, et la famille Monéïs gardera le château jusqu'à la Révolution. Vendu comme bien national Ordières est acheté par Jean-Baptiste Grellier, huissier à Confolens.
Il a été en partie inscrit monument historique le 13 avril 1989, la tour sud-est qui est un ancien donjon, les bâtiments au nord constitués des tours d'angle et du bâtiment central.

## Architecture
Sur la rive de la Charente, Ordières était entouré de deux enceintes de défense. L'enceinte extérieure était constituée des dépendances et de la fuie.
Pour accéder à la cour, la seconde enceinte se passe par une porte qui comportait une herse percée dans un bâtiment entre deux tours rondes munies de meurtrières. La cour comporte un donjon de neuf mètres de diamètre et aux murs de deux mètres d'épaisseur couronné de mâchicoulis. Le rez-de-chaussée, sans ouverture est circulaire et vouté en coupole alors que les pièces des trois étages sont carrées reliées par un escalier à vis qui donne aussi sur une bretèche servant de latrines. Il pourrait dater du XIVe siècle et être antérieur au logis avec qui il communique par un pont volant au niveau du second étage. Le logis à fenêtres à meneaux est centré par une tour d'escalier polygonale qui est surmontée d'une bretèche. Sa porte est surmontée d'une remarquable sculpture des armoiries des Pastoureau supportées par des griffons.